# 1ª Divisão 1982 (hockey su pista)
La 1ª Divisão 1982 è stata la 42ª edizione del torneo di primo livello del campionato portoghese di hockey su pista; disputato tra il 1º gennaio e il 19 luglio 1982 si è concluso con la vittoria dello Sporting CP, al suo sesto titolo.

## Stagione

### Formula
La 1ª Divisão 1982 vide ai nastri di partenza sedici club; la manifestazione fu organizzata con un girone all'italiana, con gare di andata e ritorno per un totale di 30 giornate: erano assegnati tre punti per l'incontro vinto e due punti a testa per l'incontro pareggiato, mentre non ne era attribuito uno solo per la sconfitta. Al termine del campionato la squadra prima classificata venne proclamata campione del Portogallo. Le squadre classificate dal quattordicesimo al sedicesimo posto retrocedettero direttamente in 2ª Divisão, il secondo livello del campionato.

## Classifica finale
|  | Pos. | Squadra           | Pt | G  | V  | N | P  | GF  | GS  | DR   |
|  | ---- | ----------------- | -- | -- | -- | - | -- | --- | --- | ---- |
|  | 1.   | Sporting CP       | 82 | 30 | 26 | 0 | 4  | 195 | 73  | +122 |
|  | 2.   | Benfica           | 82 | 30 | 26 | 0 | 4  | 186 | 96  | +90  |
|  | 3.   | Porto             | 72 | 30 | 19 | 4 | 7  | 176 | 132 | +44  |
|  | 4.   | Juventude Viana   | 68 | 30 | 18 | 2 | 10 | 124 | 78  | +46  |
|  | 5.   | Belenenses        | 67 | 30 | 17 | 3 | 10 | 153 | 97  | +56  |
|  | 6.   | Oliveirense       | 66 | 30 | 17 | 2 | 11 | 131 | 112 | +19  |
|  | 7.   | Sporting Tomar    | 65 | 30 | 16 | 3 | 11 | 128 | 105 | +23  |
|  | 8.   | Oeiras            | 64 | 30 | 16 | 2 | 12 | 136 | 126 | +10  |
|  | 9.   | Sanjoanense       | 60 | 30 | 13 | 4 | 13 | 125 | 147 | -22  |
|  | 10.  | Sesimbra          | 58 | 30 | 13 | 2 | 15 | 122 | 127 | -5   |
|  | 11.  | Valongo           | 55 | 30 | 11 | 3 | 16 | 102 | 122 | -20  |
|  | 12.  | Amadora           | 53 | 30 | 10 | 3 | 17 | 118 | 143 | -25  |
|  | 13.  | Infante de Sagres | 44 | 30 | 5  | 4 | 21 | 80  | 161 | -81  |
|  | 14.  | ABC Braga         | 43 | 30 | 6  | 2 | 22 | 93  | 172 | -79  |
|  | 15.  | Académica         | 41 | 30 | 4  | 3 | 23 | 78  | 147 | -69  |
|  | 16.  | Alenquer Benfica  | 39 | 30 | 4  | 1 | 25 | 66  | 175 | -109 |

Legenda:
  Vincitore della Coppa del Portogallo 1981-1982.
      Qualificato in Coppa dei Campioni 1982-1983.
      Qualificato in Coppa delle Coppe 1982-1983.
      Qualificato in Coppa CERS 1982-1983.
      Retrocesse in 2ª Divisão 1982-1983.
Note:
Tre punti a vittoria, due a pareggio, uno a sconfitta.
In caso di parità di punteggio, le posizioni erano decise per differenza reti generale.